# Куарентинья
Валдир Кардозо Лебре́го (порт.-браз. Waldir Cardoso Lebrêgo; 15 сентября 1933, Белен, Пара — 11 февраля 1996, Рио-де-Жанейро), более известный как Куарентинья (порт.-браз. Quarentinha) — бразильский футболист, нападающий. Сын другого известного игрока, Куарента. Лучший бомбардир в истории клуба «Ботафого» — 313 голов.

## Карьера
Куарентинья родился в семье футболиста Куаренты и женщины индейского происхождения Миртес. Семья, в которой было 8 братьев и сестёр, проживала по адресу Руа Курузу 1118, расположенную рядом со стадионом «Пайсанду». Там дети жили вместе с бабушкой и дедушкой, с которыми их оставил Куарента после ранней смерти Миртес. Каурентинья рано начал играть в футбол, параллельно учась в институте Лауро Содре. Он начал карьеру в клубе «Пайсанду», в основном составе которого дебютировал в 1950 году. В 1953 году футболист в товарищеской игре с клубом «Васко да Гама» (3:9) забил три гола, чем обратил на себя внимание множества команд, включая «Баию», которая вела переговоры о трансфере игрока. За «Пайсанду» нападающий забил 32 гола, из них 10 голов в чемпионате штата. В апреле того же года Куарентинья перешёл в клуб «Витория», заплативший за трансфер футболиста 20 тысяч крузейро и предоставивший заработную плату 2,5 тысяч крузейро. В первых шести матчах футболист забил шесть голов, а по итогам сезона стал лучшим бомбардиром чемпионата штата с 13 голами, а также победителем турнира.
В 1954 году Куарентинья был куплен «Ботафого» за 70 тысяч крузейро, в составе которого дебютировал 26 июня в матче турнира Рио-Сан-Паулу с «Сан-Паулу» (5:1), где забил гол. В 1956 году президент клуба Паулу Азереду и тренер Зезе Морейра, недовольные качеством игры нападающего, а также его образом жизни, заключавшейся в обильной ночной жизни, и согласившись на уговоры бывшего тренера «Ботафого» Жентила Кардозо, отправил его в аренду в «Бонсусессо». Там футболист занял второе место среди лучших бомбардир чемпионата штата Рио-де-Жанейро, уступив лишь гол Валдо Машадо. При этом форвард забил один из мячей в игре с самим «Ботафого», который остался во встрече единственным. В следующем сезоне Куарентинья возвратился в «Ботафого» и сразу выиграл чемпионат штата. А затем он трижды подряд становился лучшим бомбардиром турнира. В клубе он составлял пятёрку нападения команды, вместе с Гарринчей, Диди, Амарилдо и Марио Загалло. В последнем матче за «Ботафого» против «Америки» Куарентинья забил три гола. После игры вице-президент команды Брандан Филью в знак уважения похлопал его по щеке. На это Куарентинья сказал, что вся его радость лжива, вскоре его исключили из клуба. Всего за «Ботафого» футболист сыграл 446 матчей и забил 308 голов, по другим данным 442 матча и 302 гола, по третьим 442 мяча и 313 голов, по ещё одним данным 425 матчей и 303 гола. Из них 134 гола в 155 матчах чемпионата штата.
Я видел, как он играет много, много раз. Он был грозным форвардом, заставляющим трепетать вратарей. В его левой ноге было что-то, что называли пушкой. Он очень сильно бил, особенно по стоячему мячу. Это было страшно. В играх «Ботафого» с «Сантосом» он был с одной стороны, а Пепе с другой. И горе было тому, кто преграждал им путь.
Куарентинья родился в Паре, в семье нападающего, от кого в целости и сохранности унаследовал мощный удар и своё прозвище. Не знаю, был ли отец таким же застенчивым, как и сын. Куарентинья никогда не праздновал гол, свой или чей-либо ещё. Он бил, как из мортиры, смотрел, как прогибается сетка, а затем поворачивался спиной и возвращался в центр поля, грустный, как будто это его команда пропустила мяч.Арманду Ногейра
В 1964 году Куарентинья возвратился в «Викторию», в составе которой выиграл два титула чемпиона штата Баия. Далее он играл в Колумбии под настоящим именем Валдира Кардозо за клубы «Америка Кали», «Унион Магдалена», где забил 38 голов, из которых 27 голов в 38 матчах в первом сезоне, «Депортиво Кали», где забил 11 мячей в 20 матчах, «Барранкилья Хуниор», где забил 12 голов, клубе «Америка» из Жоинвили, где забил семь раз, и команде «Наутико Алмиранте Баррозу», где забил четыре гола.
В составе сборной Бразилии Куарентинья дебютировал 17 сентября 1959 года в матче Кубка О’Хиггинса со Чили, где забил два гола. В 1961 году футболист помог своей команды выиграть Кубок Освалдо Круза. В 1962 году Куарентинья был кандидатом на поездку на чемпионат мира, но получил травму правого мениска, из-за чего был вынужден пропустить первенство, а его место в составе занял Коутиньо, за включение которого настаивал Пеле. 22 мая 1963 года он сыграл последний матч за сборную Бразилии в матче со сборной Берлина, где забил один гол. Всего за национальную команду нападающий провёл 18 матчей в которых забил 17 голов.
После завершения карьеры Куарентинья работал в компании Companhia Estadual de Gás do Rio de Janeiro. В 1984 году его обвинили в краже у компании бензина. Бывший футболист был арестован, но вскоре отпущен. Последние годы жизни он провёл в нищете. Куарентинья умер от острой сердечной недостаточности в возрасте 62-х лет.

## Международная статистика
| Матчи Куарентиньи за сборную Бразилии | Матчи Куарентиньи за сборную Бразилии | Матчи Куарентиньи за сборную Бразилии | Матчи Куарентиньи за сборную Бразилии | Матчи Куарентиньи за сборную Бразилии | Матчи Куарентиньи за сборную Бразилии | Матчи Куарентиньи за сборную Бразилии |
| ------------------------------------- | ------------------------------------- | ------------------------------------- | ------------------------------------- | ------------------------------------- | ------------------------------------- | ------------------------------------- |
| №                                     | Дата                                  | Место проведения                      | Оппонент                              | Счёт                                  | Голы                                  | Турнир                                |
| 1                                     | 17 сентября 1959                      | Рио-де-Жанейро                        | Чили                                  | 7:0                                   | 2                                     | Кубок О’Хиггинса                      |
| 2                                     | 20 сентября 1959                      | Сан-Паулу                             | Чили                                  | 1:0                                   | 1                                     | Кубок О’Хиггинса                      |
| 3                                     | 24 апреля 1960                        | Каир                                  | Египет                                | 5:0                                   | 2                                     | Товарищеский матч                     |
| 4                                     | 1 мая 1960                            | Александрия                           | Египет                                | 3:1                                   | —                                     | Товарищеский матч                     |
| 5                                     | 6 мая 1960                            | Каир                                  | Египет                                | 3:0                                   | 2                                     | Товарищеский матч                     |
| 6                                     | 8 мая 1960                            | Мальмё                                | Мальмё                                | 7:1                                   | 1                                     | Товарищеский матч                     |
| 7                                     | 10 мая 1960                           | Копенгаген                            | Дания                                 | 4:3                                   | 2                                     | Товарищеский матч                     |
| 8                                     | 12 мая 1960                           | Милан                                 | Интер Милан                           | 2:2                                   | —                                     | Товарищеский матч                     |
| 9                                     | 16 мая 1960                           | Лиссабон                              | Спортинг (Лиссабон)                   | 4:0                                   | 1                                     | Товарищеский матч                     |
| 10                                    | 30 апреля 1961                        | Асунсьон                              | Парагвай                              | 2:0                                   | —                                     | Кубок Освалдо Круза                   |
| 11                                    | 3 мая 1961                            | Асунсьон                              | Парагвай                              | 3:2                                   | 1                                     | Кубок Освалдо Круза                   |
| 12                                    | 21 апреля 1963                        | Лиссабон                              | Португалия                            | 0:1                                   | —                                     | Товарищеский матч                     |
| 13                                    | 24 апреля 1963                        | Брюссель                              | Бельгия                               | 1:5                                   | 1                                     | Товарищеский матч                     |
| 14                                    | 26 апреля 1963                        | Париж                                 | Расинг (Париж)                        | 0:2                                   | —                                     | Товарищеский матч                     |
| 15                                    | 12 мая 1963                           | Милан                                 | Италия                                | 0:3                                   | —                                     | Товарищеский матч                     |
| 16                                    | 17 мая 1963                           | Каир                                  | Египет                                | 1:0                                   | 1                                     | Товарищеский матч                     |
| 17                                    | 19 мая 1963                           | Тель-Авив                             | Израиль                               | 5:0                                   | 2                                     | Товарищеский матч                     |
| 18                                    | 22 мая 1963                           | Берлин                                | Сборная Берлина                       | 3:0                                   | 1                                     | Товарищеский матч                     |

## Достижения

### Командные
- Чемпион штата Баия: 1953, 1964, 1965
- Чемпион штата Рио-де-Жанейро: 1957, 1961, 1962
- Обладатель Кубка О’Хиггинса: 1959
- Обладатель Кубка Освалдо Круза: 1961
- Чемпион турнира Рио-Сан-Паулу: 1962, 1964

### Личные
- Лучший бомбардир чемпионата штата Баия: 1953 (13 голов)
- Лучший бомбардир чемпионата штата Рио-де-Жанейро: 1958 (20 голов), 1959 (25 голов), 1960 (25 голов)
- Лучший бомбардир турнира Рио-Сан-Паулу: 1960 (11 голов)

## Личная жизнь
Куарентинья не любил забивать голы. А забив мяч он не праздновал его. Об этом футболист говорил: «Мне платили за то, чтобы я забивал голы. Но я не делал ничего более, кроме своих обязанностей». Это вызывало раздражение руководство клубов и равнодушие со стороны болельщиков. Арманду Ногейра сказал о форварде:
Куарентинья был цветком меланхолии. C Божьим Даром. Всякий раз, когда я видел, как он уходил с поля опустив голову, то сразу представлял пародию на стихотворение Мануэла Бандейры:
Я забиваю гол, и будто кто-то плачет.
Я забиваю гол, и будто кто-то умирает.
31 октября 1953 года Куарентинья женился на Олге Карму. У них родился сын Жорже, которому футболист никогда не дарил свои игровые футболки, сказав, что он хотел бы, чтобы тот стал врачом. Также у них родилась дочь Мария Алисе.
Куарентинья являлся одним из лучших друзей Гарринчи. Он часто жил в доме Куарентиньи, где специально для него стояла бутылка кашасы Praianinha, напитка, который сам Куарентинья не употреблял.